# Baraúna (Rio Grande do Norte)
Baraúna is een gemeente in de Braziliaanse deelstaat Rio Grande do Norte. De gemeente telt 24.347 inwoners (schatting 2009).
De gemeente grenst aan Mossoró, Governador Dix-Sept Rosado, Quixeré, Jaguaruana en Aracati.